# Byblia aestivalis
Byblia aestivalis är en fjärilsart som beskrevs av Ungemach 1932. Byblia aestivalis ingår i släktet Byblia och familjen praktfjärilar. Inga underarter finns listade i Catalogue of Life.